# Mario Relmy
Mario Relmy est un footballeur puis entraîneur français, né le 7 mai 1960 à Pointe-à-Pitre en Guadeloupe. Il évolue comme avant-centre du début des années 1980 au début des années 1990.
Après des débuts au sein du club guadeloupéen d'Équinoxe Petit-Canal, il évolue notamment aux Girondins de Bordeaux, au Stade rennais, au FC Metz et au Cercle Dijon.
Devenu entraîneur, il dirige durant la saison 2001-2002 le Dijon FCO.

## Biographie
Mario Relmy commence le football à l'Équinoxe Petit-Canal à l'âge de six ans. Il évolue dans ce club jusqu'en 1980, date où il rejoint la métropole et intègre le centre de formation des Girondins de Bordeaux. Il dispute avec l'équipe réserve quinze rencontres pour sept buts marqués en Division 3 et, l'entraîneur des Girondins, Aimé Jacquet l'intègre alors en équipe première la saison suivante. Il fait ses débuts en Division 1 lors de la première journée du championnat disputée face au FC Nantes. Il entre en jeu à la 75e minute de jeu de la rencontre, remportée trois à deux, en remplacement de Gérard Soler. Mario Relmy dispute lors de cette saison huit rencontres dont une comme titulaire lors de la dixième journée du championnat face au FC Tours.
Mario Relmy est transféré la saison suivante au Stade rennais, club de Division 2, où il est en concurrence avec Vicky Peretz et Pierre Sither. Le Stade rennais termine le championnat à la première place du groupe A avec cinq points d'avance sur le deuxième et les meilleures attaques et défenses du groupe. Dans le match des champions, disputé face au vainqueur de l'autre groupe, le SC Toulon, les rennais s'imposent sur le score de trois à deux, Mario Relmy inscrit le but du match nul deux partout au match retour. Pour la saison 1983-1984, il est alors prêté au Limoges FC qui évolue en Division 2. Il démontre dans ce club toutes ses qualités de buteur en marquant vingt-trois des cinquante-cinq buts de l'équipe et, termine meilleur buteur de Division 2 à égalité avec Omar da Fonseca. Le club limougeaud termine à la quatrième place du championnat à deux points d'une place de barragiste.
Il retourne au stade rennais qui vient de redescendre en Division 2 en 1984. Attaquant titulaire, il inscrit vingt-et-un buts et les rennais terminent troisième du groupe A. En barrages, le club élimine l'AS Saint-Étienne puis le FC Mulhouse contre qui il inscrit un doublé au match retour. Le club retrouve la Division 1 en battant ensuite le FC Rouen aux tirs au but après un match nul un partout sur les deux matchs.
En Division 1, Mario Relmy conserve sa place de titulaire au sein de l’attaque rennaise. Il inscrit huit buts et termine meilleur buteur du club qui termine à la treizième place du championnat. Le club atteint également lors de cette saison les demi-finales de la Coupe de France. Battus un à zéro au match aller par l'Olympique de Marseille, les rennais inscrivent le premier but du match retour, par l'intermédiaire de Mario Relmy, mais sont finalement éliminés en concédant le match nul. En 1986-1987, le club rennais redescend en Division 2 en terminant dernier du championnat et Mario Relmy quitte alors le club.
Il rejoint en 1987 les Chamois niortais qui viennent de monter en Division 1. Il inscrit quatre buts en championnat dont un lors de la victoire à l’extérieur face au Paris Saint-Germain. Les niortains sont relégués en fin de saison et Mario Relmy rejoint alors les rangs du FC Metz. En deux saisons avec ce club, il marque onze buts dont un quadruplé en trente-deuxième de finale de la Coupe de France face au FC Montceau-les-mines. En 1990, il rejoint le Cercle Dijon en Division 2. Le club termine dix-huitième et dernier du groupe A et se retrouve relégué en Division 3. Après une dernière saison à ce niveau, Mario Relmy s'engage avec le club réunionnais de US Stade Tamponnaise en mai 1992 comme joueur et entraîneur de l'équipe cadette. Il met fin à sa carrière de joueur en décembre 1995 et quitte alors le club.
Après deux ans sans activité dans le football, il retourne au Dijon FCO en juin 1998 pour s'occuper des moins de quinze ans. En juillet 2001, il devient entraîneur adjoint de l'équipe première aux côtés de Daniel Joseph et, lorsque celui-ci est remercié par les dirigeants, il devient entraîneur de l'équipe jusqu'à la fin de la saison 2002. Le club termine quinzième du championnat et il n'est pas reconduit dans ses fonctions d'entraîneur. En 2005, il devient entraîneur de l'équipe des moins de dix-neuf ans de l'AS Saint-Priest.

## Palmarès
Mario Relmy dispute 128 rencontres de Division 1 pour 26 buts marqués. Il termine co-meilleur buteur du championnat de France de Division 2 en 1984 avec le Limoges FC en inscrivant 23 buts. Sous les couleurs du Stade rennais, il remporte le championnat de France de Division 2 en 1983.

## Statistiques
Le tableau ci-dessous résume les statistiques en match officiel de Mario Relmy durant sa carrière de joueur professionnel,.
| Saison                | Club                  | Championnat           | Championnat | Championnat | Coupe(s) nationale(s) | Coupe(s) nationale(s) | Compétition(s) continentale(s) | Compétition(s) continentale(s) | Compétition(s) continentale(s) | Autres compétitions | Autres compétitions | Total | Total |
| Saison                | Club                  | Division              | M.          | B.          | M.                    | B.                    | Comp.                          | M.                             | B.                             | M.                  | B.                  | M.    | B.    |
| 1981-1982             | Girondins de Bordeaux | Division 1            | 6           | 0           | -                     | -                     | C3                             | 2                              | 1                              | -                   | -                   | 8     | 1     |
| 1982-1983             | Stade rennais FC      | Division 2            | 17          | 7           | 2                     | 1                     | -                              | -                              | -                              | -                   | -                   | 19    | 8     |
| 1983-1984             | Limoges FC (prêt)     | Division 2            | 33          | 23          | 1                     | 0                     | -                              | -                              | -                              | -                   | -                   | 34    | 23    |
| 1984-1985             | Stade rennais FC      | Division 2            | 32          | 21          | 3                     | 1                     | -                              | -                              | -                              | 4                   | 2                   | 39    | 24    |
| 1985-1986             | Stade rennais FC      | Division 1            | 35          | 8           | 7                     | 2                     | -                              | -                              | -                              | -                   | -                   | 42    | 10    |
| 1986-1987             | Stade rennais FC      | Division 1            | 29          | 8           | 2                     | 0                     | -                              | -                              | -                              | -                   | -                   | 31    | 8     |
| 1987-1988             | Chamois niortais      | Division 1            | 35          | 4           | 3                     | 0                     | -                              | -                              | -                              | -                   | -                   | 38    | 4     |
| 1988-1989             | FC Metz               | Division 1            | 21          | 6           | -                     | -                     | C2                             | 2                              | 0                              | -                   | -                   | 23    | 6     |
| 1989-1990             | FC Metz               | Division 1            | 8           | 0           | 3                     | 5                     | -                              | -                              | -                              | -                   | -                   | 11    | 5     |
| 1990-1991             | Cercle Dijon          | Division 2            | 24          | 6           | 2                     | 1                     | -                              | -                              | -                              | -                   | -                   | 26    | 7     |
| Total sur la carrière | Total sur la carrière | Total sur la carrière | 240         | 82          | 22                    | 9                     | -                              | 4                              | 1                              | 8                   | 3                   | 274   | 95    |